# Montes Carpatus
Els Montes Carpatus (Monts Carpats) són una cadena muntanyenca de la Lluna situada en la vora sud de la Mare Imbrium. El nom procedeix dels Carpats terrestres, situats en l'Europa Central.
La serralada s'estén d'oest a est, amb una longitud d'uns 360 km i una amplària mitjana de 60 km, amb diversos cims de 2400 m d'altitud, separats per profundes valls. En el seu extrem occidental es troba el cràter T. Mayer de 33 km de diàmetre, i prop del seu extrem oriental es troba el cràter Gay-Lussac de 25 km de diàmetre, amb el famós cràter Copèrnic al sud.
A l'est de la serralada es troben els Montes Apenninus i els Montes Caucasus. Aquestes serralades juntament amb els Montes Carpatus constitueixen alguns dels fragments supervivents de l'anell exterior, d'un conjunt original de tres, formats per l'impacte que va causar la formació de la conca del Mare Imbrium fa uns 3850 milions d'anys.